# Посёлок Апатито-нефелиновой фабрики № 2
Посёлок Апатито-нефелиновой фабрики № 2, посёлок АНОФ-2, Новый Город — исторический посёлок в пригородной зоне города Кировска Мурманской области РСФСР. В августе 1959 преобразован, вместе с населёнными пунктами Молодёжный, Белореченский, в рабочий пос. Молодёжный. С 1966 года года территория посёлка включена в состав города Апатиты.

## История
Посёлок возник во 2‑й половине 1950‑х годов, вблизи разработок хибинских апатитов, при строительстве второй апатито-нефелиновой фабрики (АНОФ-2).
21 ноября 1955 года на техническом совещании при заместителе председателя Кировского горисполкома было рассмотрено проектное задание по строительству поселка АНОФ-2.
В марте 1958 года трест «Апатитстрой» предъявил к сдаче первый жилой дом в населённом пункте посёлок АНОФ-2 (Новый Город).
Решением Мурманского облисполкома от 13 августа 1959 года населённые пункты Молодёжный, Белореченский и АНОФ-2 были отнесены к категории рабочего посёлка с присвоением этому посёлку наименования «Молодежный».
7 июля 1966 года, в соответствии с Указом Президиума Верховного Совета РСФСР, рабочие посёлки Апатиты и Молодёжный пригородной зоны Кировска преобразованы в город областного подчинения Апатиты. После образования города Апатиты в 1966 году территория посёлка вошла в его состав.